# Balla la mia canzone
Balla la mia canzone (Dance Me to My Song) è un film del 1998 diretto da Rolf de Heer.
È stato ispirato e co-sceneggiato dalla sua protagonista Heather Rose, affetta nella vita reale dalla stessa disabilità del suo personaggio. I titoli di testa del film riportano infatti la dicitura «Un film di Heather Rose [...] Diretto da Rolf de Heer», in contravvenzione alla norma secondo cui è il regista l'autore della pellicola.
Il film è stato presentato in concorso al Festival di Cannes 1998.

## Trama
Julia è una donna affetta da una paralisi cerebrale che l'ha resa paraplegica e incapace di parlare se non attraverso una macchina. Passa le proprie giornate chiusa in casa su una sedia a rotelle, totalmente dipendente dalla crudele Madeleine, la persona incaricata di badare a lei. Un giorno riesce però a uscire di casa e in quel frangente incontra il "normale" Eddie, innamorandosene; tuttavia, anche Madeleine se ne accorge e decide di sedurre Eddie per ferirla.

## Produzione
Rose desiderava da tempo scrivere una sceneggiatura sulla propria condizione, a patto che questa non fosse «l'ennesimo film svenevole sulla disabilità [...] Io volevo fare un film carico di sensualità, che raccontasse il mondo reale».

## Distribuzione
Il film è stato presentato in anteprima al 51º Festival di Cannes il 18 maggio 1998, nel concorso principale. È stato distribuito nelle sale cinematografiche a partire dal 22 ottobre 1998 in Australia e dal 19 novembre 1999 in Italia.

## Riconoscimenti
- 1998 - AFI Awards
  - Candidatura per la migliore attrice non protagonista a Rena Owen
  - Candidatura per la migliore sceneggiatura originale a Heather Rose, Frederick Stahl e Rolf de Heer
- 1998 - Festival di Cannes[2]
  - In competizione per la Palma d'oro
- 1998 - Fort Lauderdale International Film Festival
  - Premio umanitario della critica
- 1998 - Semana Internacional de Cine de Valladolid
  - Premio speciale della giuria
  - In competizione per la Spiga d'oro
- 1998 - Film Critics Circle of Australia Awards
  - Candidatura per la miglior attrice a Heather Rose
  - Candidatura per la miglior attrice non protagonista a Rena Owen
  - Candidatura per la miglior sceneggiatura originale a Heather Rose, Frederick Stahl e Rolf de Heer